# A ty co
A ty co – drugi album studyjny Elektrycznych Gitar. Został nagrany w lipcu 1993 roku, a wydany w listopadzie 1993, po zmianach w składzie zespołu – odszedł gitarzysta Rafał Kwaśniewski, a wcześniej perkusista Marek Kanclerz. Kanclerza zastąpił nieżyjący już Robert Wrona (1965 – 2003), perkusista zespołu Immanuel. Partie samej perkusji (bębnów) zagrał basista, Tomasz Grochowalski; koncertowego perkusistę grupy, Roberta Wronę słychać jedynie jedynie na talerzach perkusyjnych. 
Nagrywaniu albumu od początku towarzyszyła koncepcja, by różnił się od poprzedniego. Rzeczywiście, okazał się bardziej oszczędny w dźwiękach, ascetyczny. Znalazły się na nim również piosenki zdecydowanie mniej pogodne, czego dowodem jest zamieszczenie utworu do słów Rafała Wojaczka. 
Album osiągnął podobny sukces jak poprzednia płyta – znalazł się na nim jeden z największych przebojów zespołu, „Dzieci wybiegły”. Z kolei do „Dylematów” powstał nagrodzony przez Teleexpress teledysk, a utwory jak „Nie pij Piotrek”, „Wyszków tonie” czy „Spokój grabarza” zyskały dużą popularność, a nawet weszły do języka potocznego. Na album trafiła też polska wersja utworu „Too Much on My Mind” grupy The Kinks – „Za dużo w głowie”.
Album osiągnął status platynowej płyty.

## Lista utworów
1. „Dzieci wybiegły”[3][4] (J. Sienkiewicz)
2. „A ty co” (J. Sienkiewicz)
3. „Nie pij Piotrek” (J. Sienkiewicz)
4. „Widmo” (J. Sienkiewicz)
5. „Za dużo w głowie” (R., D. Davies / sł. pol. J. Sienkiewicz)
6. „Idę do pracy” (J. Sienkiewicz)
7. „Czekamy” (J. Sienkiewicz)
8. „Dylematy” (J. Sienkiewicz)
9. „Wyszków tonie” (J. Sienkiewicz)
10. „Tatusia” (P. Łojek, J. Sienkiewicz)
11. „O głowach” (P. Łojek / J. Sienkiewicz)
12. „Spokój grabarza” (J. Sienkiewicz)
13. „Chodzę i pytam” (R. Wojaczek / J. Sienkiewicz)
14. „Wiem” (J. Sienkiewicz)
15. „Ikidź metsej” (P. Łojek, J. Sienkiewicz)*

*Ostatni utwór został zamieszczony jedynie na CD, jest to odtworzony od tyłu fragment piosenki Dziki z płyty Wielka Radość.

## Wykonawcy
- Kuba Sienkiewicz – gitara elektryczna, śpiew
- Piotr Łojek – instrumenty klawiszowe
- Tomasz Grochowalski – gitara basowa, perkusja
- Robert Wrona – Instrumenty perkusyjne